# Distretto di Marhamat
Il distretto di Marhamat è uno dei 14 distretti della Regione di Andijan, in Uzbekistan. Il capoluogo è Marhamat.